# Любен Попов (шахматист)
Вижте пояснителната страница за други личности с името Любен Попов.
Любен Стоянов Попов е български шахматист и треньор, международен майстор от 1965 г. Най-високият му ЕЛО рейтинг е 2354, достигнат през януари 2000 г.
Попов е шампион на България по шахмат през 1970 г. Участва на седем шахматни олимпиади, където изиграва 56 партии (20 победи, 26 равенства и 10 загуби). Играе на осем Балканиади по шахмат (1971, 1975, 1976, 1977, 1978, 1980, 1981 и 1982 г.). Част е от отбора на България, който става световен студентски шампион през 1959 г.
Дългогодишен треньор в ШК „Локомотив“ (Пловдив).
Баща е на нашумялата с изявите си в телевизионното шоу „Голямата уста“ Руслана Попова (екссъпруга на волейболиста Димо Тонев).

## Участия на шахматни олимпиади
| Година | Организатор | Отбор    | Класиране (отборно) | Дъска         |
| 1962   | Варна       | България | 6                   | Втора резерва |
| 1964   | Тел Авив    | България | 7                   | Четвърта      |
| 1966   | Хавана      | България | 7                   | Втора резерва |
| 1970   | Зиген       | България | 7                   | Четвърта      |
| 1974   | Ница        | България | 4                   | Четвърта      |
| 1980   | Ла Валета   | България | 19                  | Първа резерва |
| 1982   | Люцерн      | България | 6                   | Втора резерва |

## Участия на европейски първенства
| Година | Организатор | Отбор    | Класиране (отборно) | Дъска    |
| 1970   | Капфенберг  | България | 6                   | Четвърта |
| 1977   | Москва      | България | 5                   | Осма     |
| 1980   | Скара       | България | 5                   | Осма     |

## Участия на световни студентски първенства
| Година | Организатор   | Отбор    | Класиране (отборно) | Дъска         |
| 1958   | Златни пясъци | България | 2                   | Втора резерва |
| 1959   | Будапеща      | България | 1                   | Трета         |
| 1960   | Ленинград     | България | 5                   | Трета         |